# Óscar Carmona
Pour les articles homonymes, voir Carmona.
António Óscar de Fragoso Carmona (Lisbonne, 24 novembre 1869 — Lisbonne, 18 avril 1951) est un homme d'État et militaire portugais. Il est le 11e président de la République de 1926 à 1951.

## Biographie
Il étudie au Collège militaire de Lisbonne entre 1882 et 1888 et à l'École militaire entre 1889 et 1892, d'où il sort officier dans la cavalerie.
Républicain, il est initié à la Franc-maçonnerie, et est nommé par le gouvernement républicain révolutionnaire, le 15 octobre 1910, membre de la Commission de restructuration de l'armée.
Il est instructeur à l'École centrale des officiers, de 1913 à 1914, directeur de l'école de pratique de cavalerie de Torres Novas, de 1918 à 1922, puis commandant de la IVe division située à Évora, de 1922 à 1923.
Nommé ministre de la Guerre en 1923, par le président du Ministère (président du Conseil des ministres) António Ginestal Machado, Carmona profite du pustch du 28 mai 1926 pour accéder au pouvoir : il est un des trois dirigeants du Portugal nommés successivement président de la République par la junte militaire. La période correspondant aux premières années de la présidence de Carmona est désignée sous le nom de « Dictature nationale ».
En 1927, Carmona nomme António de Oliveira Salazar ministre des Finances. Impressionné par le charisme de Salazar, il le nomme président du Ministère en 1932, lui accordant un pouvoir supérieur au sien. En 1933, la nouvelle Constitution crée l'Estado Novo : Carmona est reconduit comme président de la République. Cependant, ce rôle n'a qu'un caractère officiel, tout le pouvoir revenant de fait à Salazar (réélu en 1935, 1942 et 1949)
Il joue néanmoins un rôle important et pondérateur pendant les révoltes populaires de 1935 et 1936, que permettent ses discours lénifiants invoquant paix et sécurité. Il utilise la même tactique politique pendant la Seconde Guerre mondiale, gagnant en popularité et en influence, et entraînant la méfiance grandissante de Salazar. Cependant, en 1947, à l'occasion du vingt-et-unième anniversaire de la révolution nationale, le général Carmona est élevé à la dignité de Maréchal.
Il meurt en 1951, remplacé à la présidence de la République portugaise par Francisco Craveiro Lopes.

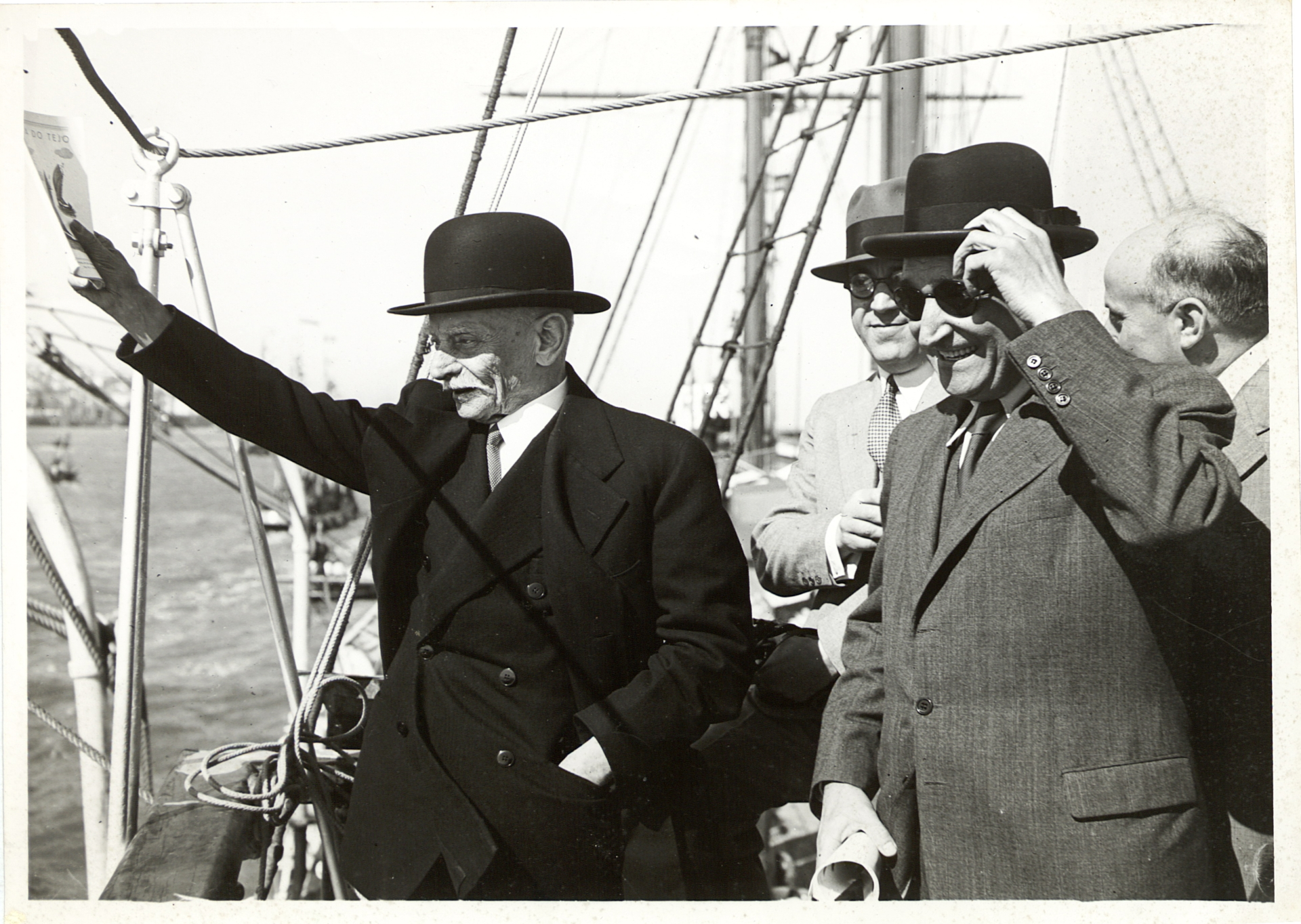
Óscar Carmona avec le président du conseil des ministres Olivera Salazar en 1947.

## Distinctions
Grand-croix de la Légion d'honneur

## Source
- (en) Cet article est partiellement ou en totalité issu de l’article de Wikipédia en anglais intitulé « António Óscar Carmona » (voir la liste des auteurs).